# Digby, Lincolnshire
Digby är en ort och civil parish i Storbritannien.   Den ligger i grevskapet Lincolnshire och riksdelen England, i den sydöstra delen av landet, 180 km norr om huvudstaden London. Digby ligger 22 meter över havet och antalet invånare är 574.
Terrängen runt Digby är platt, och sluttar brant österut. Runt Digby är det ganska tätbefolkat, med 108 invånare per kvadratkilometer. Närmaste större samhälle är Lincoln, 19,0 km nordväst om Digby. Trakten runt Digby består till största delen av jordbruksmark.